# Besetzung (Musik)
Unter Besetzung wird in der Musik die Art und Anzahl der Musikinstrumente und/oder Singstimmen verstanden, die für ein Musikstück erforderlich sind.

## Allgemeines
Die Besetzung ist aus zwei unterschiedlichen Perspektiven zu betrachten. Einerseits bezeichnet Besetzung die in einer Musikgruppe (Orchester oder Band) vorhandenen Instrumentalisten und/oder Vokalstimmen, andererseits auch die von einer Partitur oder einem Arrangement geforderten Instrumente und Stimmen. Von einer Besetzung wird bereits beim Einsatz von Solisten gesprochen; dass mindestens zwei Personen anwesend sein müssen, ist begrifflich nicht erforderlich. Auch die Anzahl der benötigten Instrumentalisten und Vokalisten wird Besetzung genannt wie etwa eine vierfach besetzte Erste Violine. Die personelle/instrumentale Zusammensetzung einer Band hängt eng mit den musikalisch vorgegebenen Harmoniestrukturen zusammen. Aus dem Jazz wurde die Aufteilung nach Melodie- und Rhythmusgruppe auch bei anderen Bands übernommen, je nachdem, ob die Hauptaufgabe in der Melodieführung oder beim Rhythmus liegt.

## Von der Komposition zur Besetzung
Für die vorgesehene Besetzung sorgt zumeist der Musikproduzent, Arrangeur, Dirigent oder Bandleader. Diese bestimmen den Einsatz bestimmter Instrumentalisten und Vokalisten zur Ausführung des Musikwerks. Handelt es sich um notierte Musik, ist die Besetzung durch die Partitur vorgegeben. Eine Oper wird als „gut besetzt“ bezeichnet, wenn die Rollen an die zu deren Darstellung am besten geeigneten Personen verteilt sind. Schilling erwähnt die Besetzung des Großen Dilettantenkonzerts in Wien vom 20. November 1812 bei der Aufführung von Händels Timotheus, das neben dem Dirigenten und einem „Partiturnachleser“ insgesamt aus 590 Personen bestand. Eine Sinfonie ist „sparsam besetzt“, wenn ihre ganze Instrumentation außer den Streichern nur wenige andere Instrumente vorsieht.

## Besetzung eines Klangkörpers
Die instrumentale und personelle Besetzung eines Klangkörpers hängt vom jeweiligen Musikstil ab. In der klassischen Musik unterscheidet man nach der Besetzung zwischen Sinfonieorchester, Kammer-, Streichorchester, Blasorchester oder Blechbläserensemble. Keiner dieser Klangkörper verfügt in seiner Besetzung über eine feste Zahl von Musikern oder bestimmte Musikinstrumente; Art und Umfang der Besetzung hängen ausschließlich vom Zweck und den zu spielenden Kompositionen ab. Beim Blasorchester wird häufig von Harmoniebesetzung gesprochen, worunter lediglich die kombinierte Besetzung mit Holz- und Blechblasinstrumenten zu verstehen ist. Die Besetzung der Sinfonieorchester ist weder von der Anzahl der Musiker noch von der Instrumentation her identisch, meist können sie aus über 100 Personen und Dirigent bestehen. Das WDR-Sinfonieorchester weist eine Besetzung von 118 Personen mit 312 Instrumenten auf. Daraus resultiert eine Mehrfachbesetzung insbesondere bei Streichern und Blasinstrumenten, die zur Zusammenfassung als Streichersektion und Bläsersektion geführt hat und zur Bildung von Hierarchien beitrug (Erste Geiger, Zweite Geiger). Manche Komponisten haben bei ihren Kompositionen den Schwerpunkt auf die Streichersektionen gelegt (wie Giacomo Puccini), andere wiederum betonen die Bläsersektionen (wie Richard Wagner). 
Diese Aufteilung in Streicher- und Bläsersektionen wurde vom Jazz in den Big Bands übernommen. Auch im Jazz legten manche Big Bands ihre Betonung auf die Bläsersektion („horn section“; Glenn Miller), andere wiederum akzentuierten ihre Streichersektion („string section“; Paul Whiteman). Die Standard-Big-Band-Besetzung im Swing bestand aus 4 Trompeten, 4 Posaunen, 5 Saxophonen und Rhythmusgruppe (Klavier, Bass, Schlagzeug). Mit der Entstehung von Tonstudios rekrutierten sich Studiomusiker als Besetzungen, die bei Tonstudios angestellt oder zu diesen assoziiert waren und die Interpreten bei Musikaufnahmen begleiteten (Bill Putnam, Cosimo Matassa mit The Studio Band). Auch bei Sun Records gab es erste Studiobands mit fast gleichbleibender Besetzung, die die Plattenaufnahmen begleiteten. Viele Besetzungen in Tonstudios wurden bekannt wie The Wrecking Crew in Los Angeles oder das Nashville A-Team in der Country-Musik. Ganze Sounds sind auf die personelle Kontinuität der Besetzung zurückzuführen wie etwa der Memphis Sound bei Chips Moman (mit den „Memphis Horns“) oder dem Motown Sound der Funk Brothers bei den Motown Recording Studios (Detroit). Auch der Phillysound aus den Sigma Sound Studios lebte von den Geigensektionen mit beinahe immer gleichbleibender Besetzung.
Bei Werken der klassischen Musik ist wegen der Werktreue eine genaue Orientierung an der vom Komponisten vorgegebenen Besetzung erforderlich. Da in der Popmusik und im Jazz stattdessen nicht das Werk im Vordergrund steht, sondern dessen Interpretation, kann die Besetzung zielgerichtet variiert werden und zum Beispiel aus einem Bandleader (Frontmann), Satzbläsern und Sidemen bestehen. Diese Art der Besetzung benennt man oft mit dem Anglizismus Line-up.

## Aufzeichnungen
Im Tonstudio wird die komplette Besetzung in einem Aufnahmeprotokoll (recording sheet) festgehalten. Es bildet die Grundlage für die Bezahlung und Abrechnung mit der Besetzung und für spätere Diskografien. Zu einer vollständigen Diskografie gehört auch die namentliche Aufzählung der Besetzung nebst gespieltem Instrument. Die erste Diskografie erscheint in den Liner Notes, die dem Tonträger beigefügt sind. Sie ist Grundlage für spätere musikologische Auswertungen.  